# Thorn (EP)
Thorn je treći EP norveškog metal sastava Enslaved. EP je 27. kolovoza 2011. godine objavila diskografska kuća Soulseller Records. 

## O albumu
Thorn je izvorno bio objavljen u sedmoinčnoj vinilnoj inačici ograničenoj na 1000 primjeraka. EP je nakadno bio ponovno objavljen 2016. godine kao dio kompilacije The Sleeping Gods - Thorn.

## Popis pjesama
Tekstovi i glazba: Ivar Bjørnson. 
| 1.    | »Disintegrator« | 5:21 |
| 2.    | »Striker«       | 5:26 |
| 10:47 |                 |      |

## Zasluge
| Enslaved - Ivar Bjørnson – gitara, klavijature, produkcija - Grutle Kjellson – vokali, bas-gitara - Arve Isdal – gitara - Cato Bekkevold – bubnjevi - Herbrand Larsen – vokali, klavijature, melotron |  | Ostalo osoblje - Iver Sandøy – produkcija, miksanje, mastering |